# عادل طعيمة (لاعب كرة قدم)
عادل طعيمة لاعب كرة قدم لعب في النادي الأهلي في الثمانينيات. شغل منصب رئيس قطاع الناشئين بالنادي الأهلي في 2015 ولمدة 13 شهرًا، خلفًا لسابقه عبد العزيز عبد الشافي. كما شغل المنصب ذاته في بنادي سموحة السكندري في 2021، إلا أنه رحل سريعًا لبعض الخلافات في بنود العقد. وفي يناير 2024، شغل منصب المدير الفني لقطاع الناشئين في نادي مودرن فيوتشر، وتركه بعدها بأيام. حصل مع الأهلي المصري على العديد من الألقاب المحلية مثل الدوري المصري وكأس مصر، بالإضافة إلى العديد من البطولات الأفريقية. عُد أحد أبرز المُدربين المصريين وحصل على دورات تدريبية في ألمانيا والبرازيل وأسهم في بزوغ نجم العديد من اللاعبين الدوليين أمثال هادي خشبة وحسام وإبراهيم حسن ووليد صلاح الدين وأحمد بلال.